# Rivière souterraine

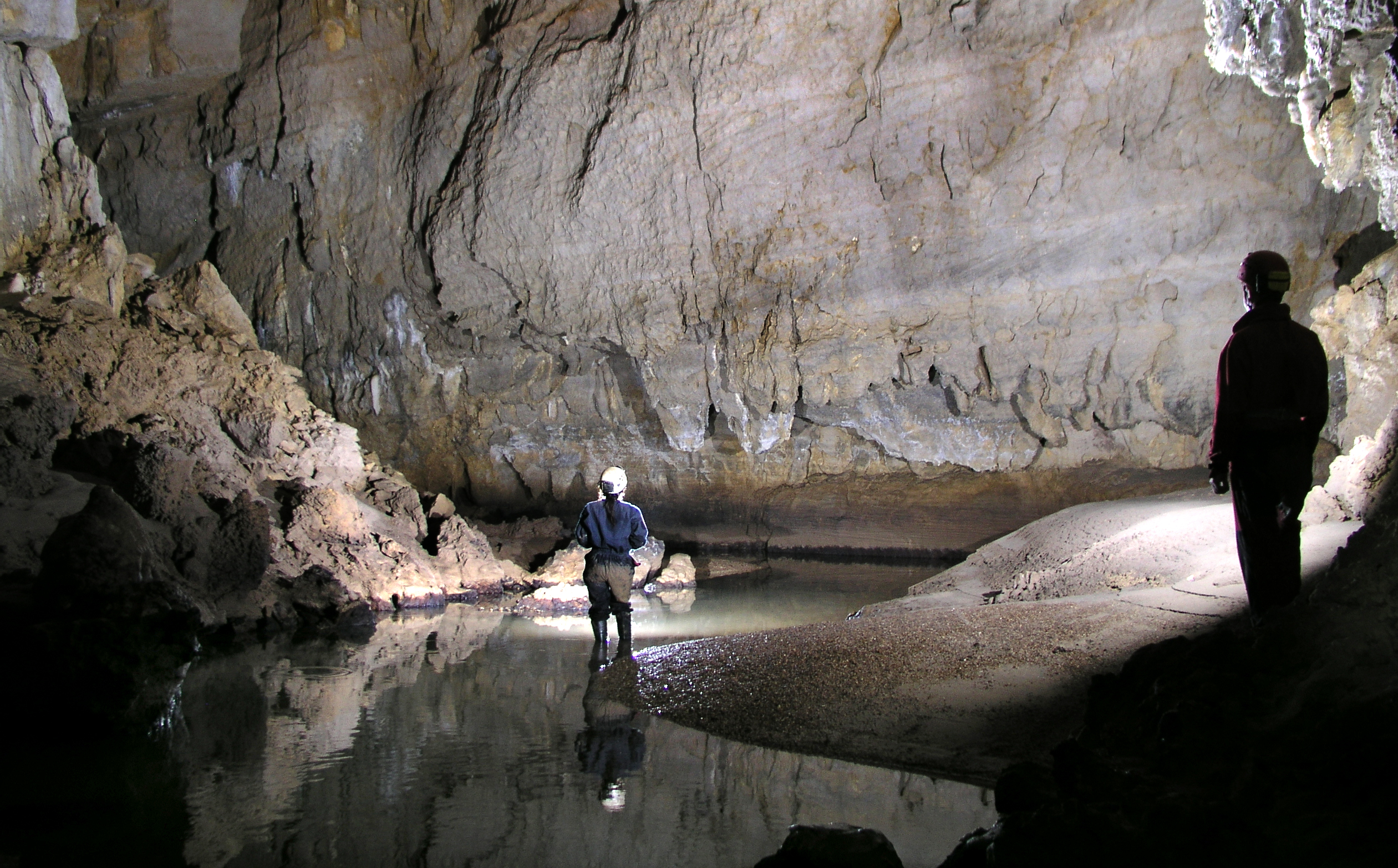
Rivière souterraine de la grotte de Cascayunga, Rioja, San Martin, Pérou.

Une rivière souterraine est un cours d'eau qui coule en partie ou totalement sous la surface du sol. Les rivières souterraines peuvent avoir une origine naturelle, en coulant à travers des réseaux de grottes.
Les rivières dont le lit du fleuve est dans un canyon et donc techniquement en dessous du sol ne sont pas considérées comme « souterraines ».
Des exemples de rivières souterraines se retrouvent dans la mythologie et la littérature à l'instar du Styx.
La Sistema Sac Actun (en) dans la péninsule du Yucatán au Mexique abrite la plus grande rivière souterraine au monde qui court sur 173 kilomètres à travers des grottes sous-marines.
La grotte des Chamois voit couler le « Coulomp souterrain » qui forme la plus vaste rivière souterraine française.

## Galerie

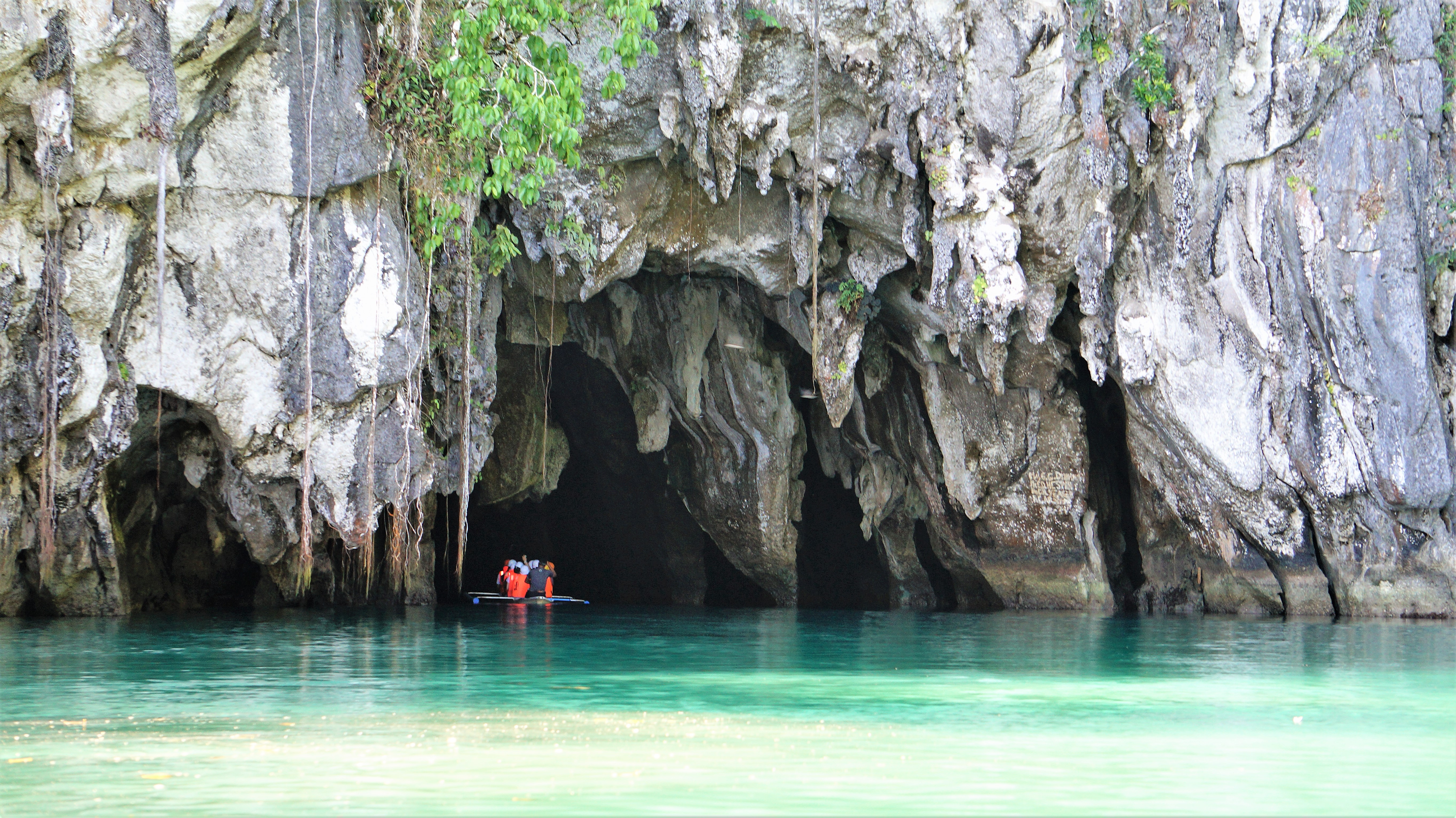
Rivière souterraine de Puerto Princesa, Palawan, Philippines.
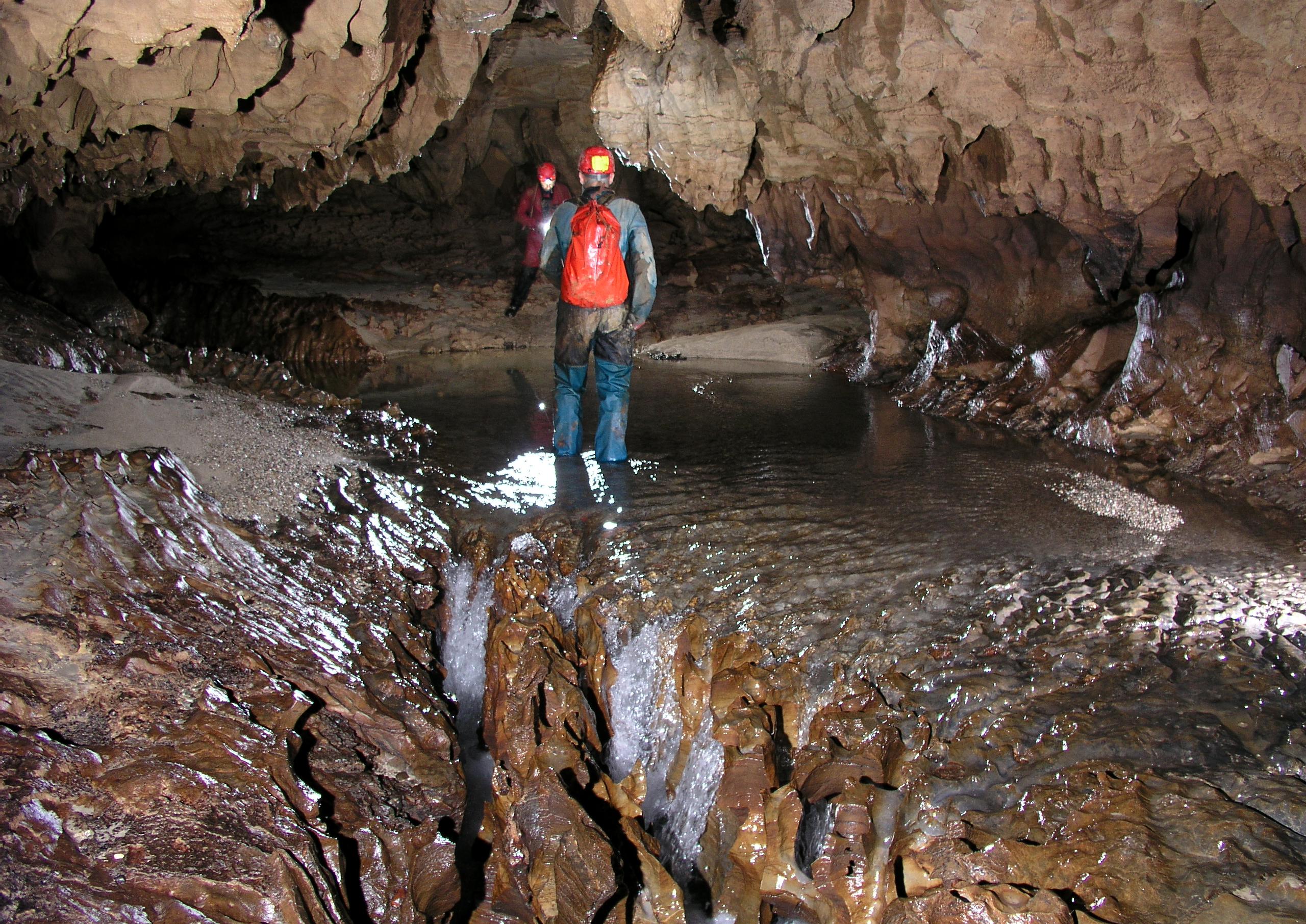
Cueva de Palestina, Nueva Cajamarca, Rioja, San Martin, Pérou.
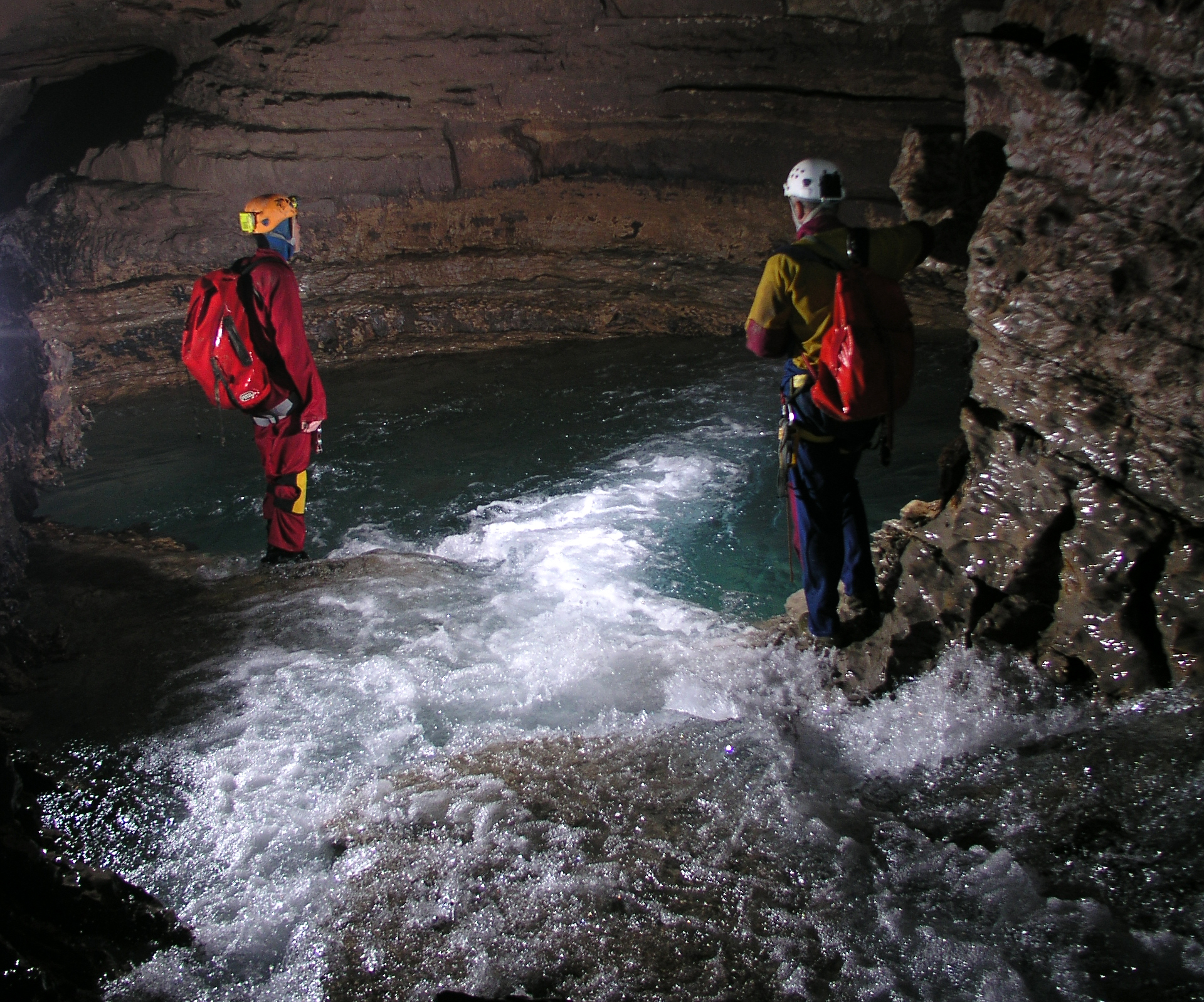
Rivière souterraine du Coulomp, grotte des Chamois, Castellet-lès-Sausses, Alpes-de-Haute-Provence, France.
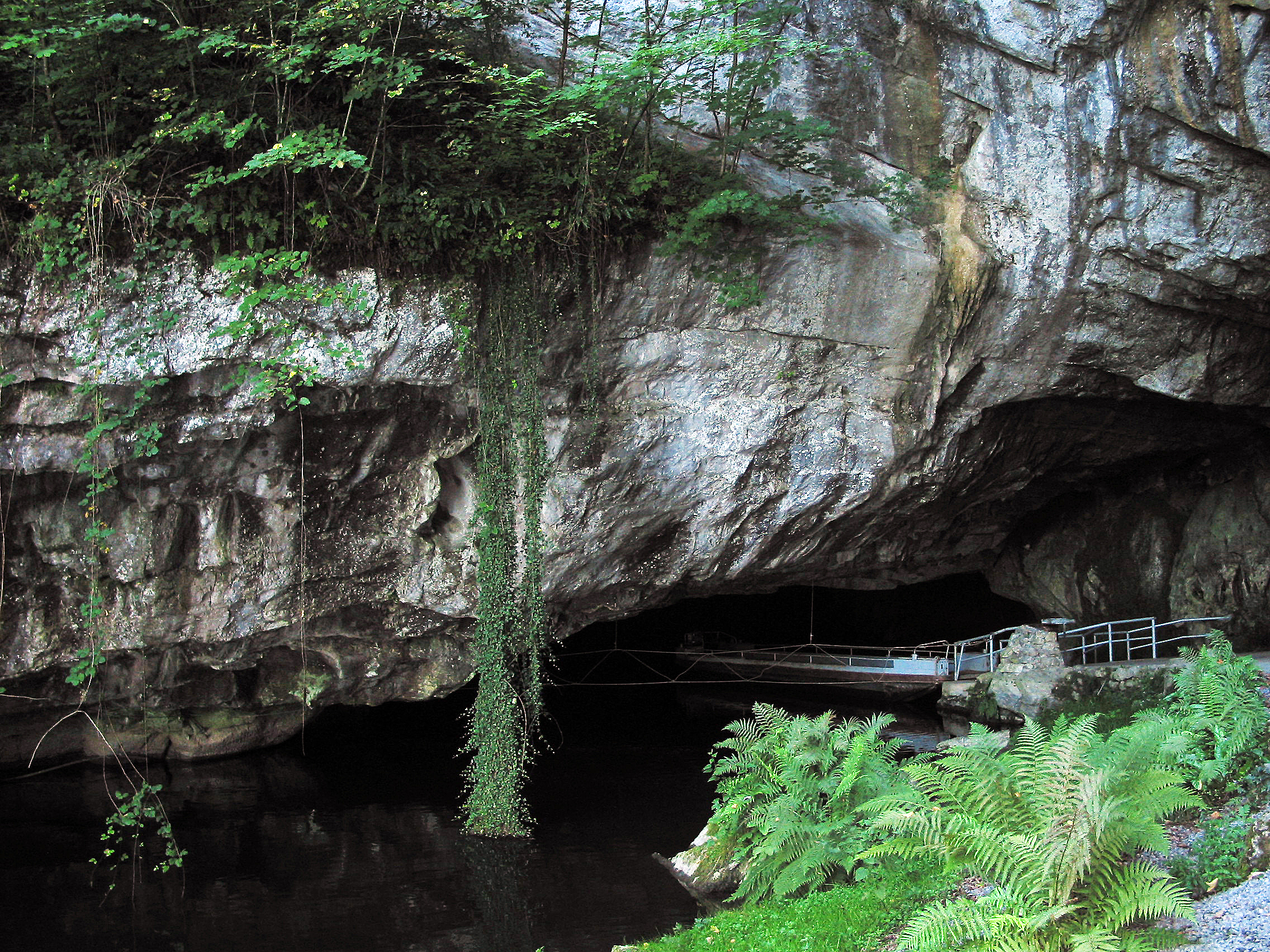
Sortie de la Lesse au trou de Han, province de Namur, Belgique.
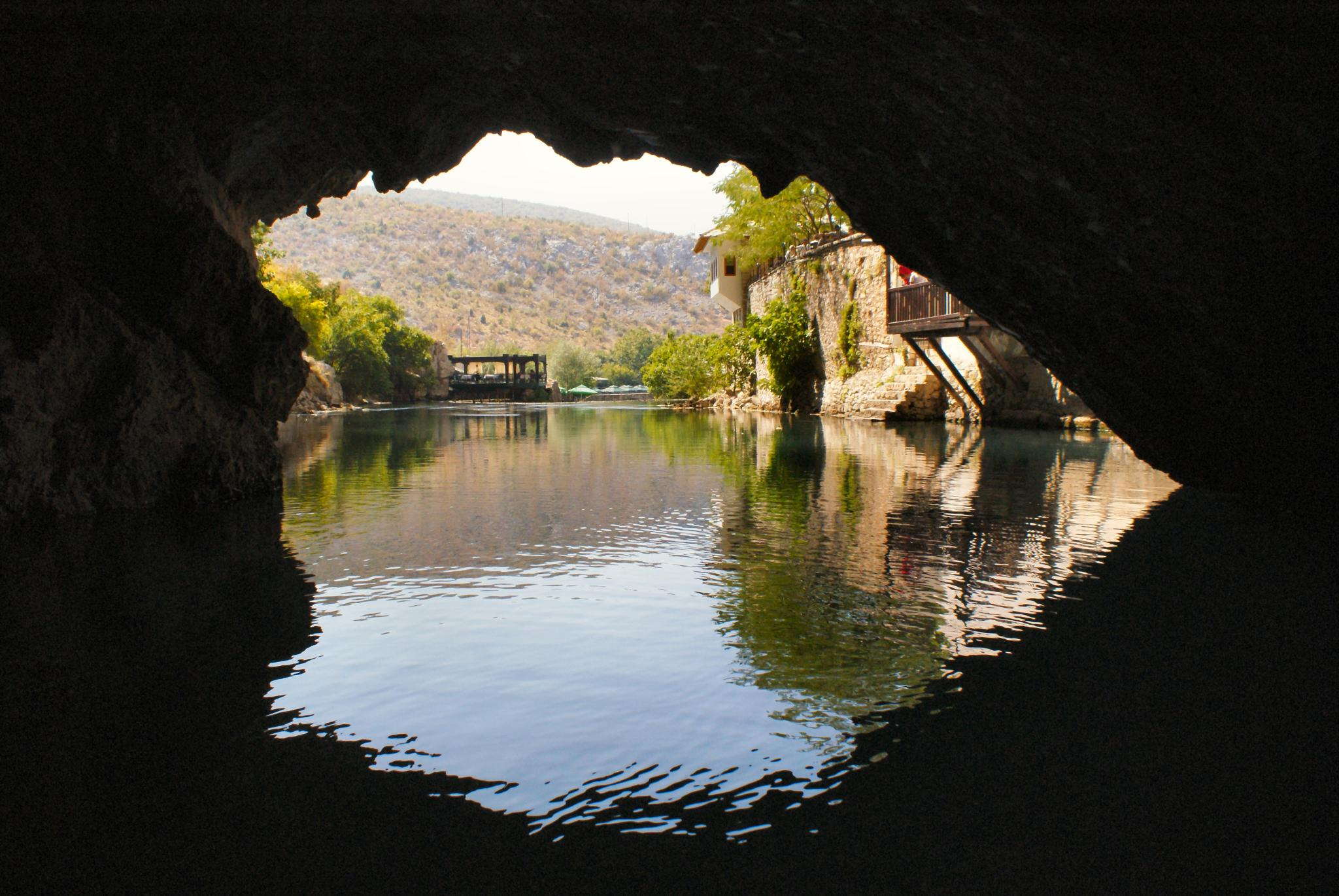
Source de la Buna, Blagaj, Bosnie-Herzégovine.
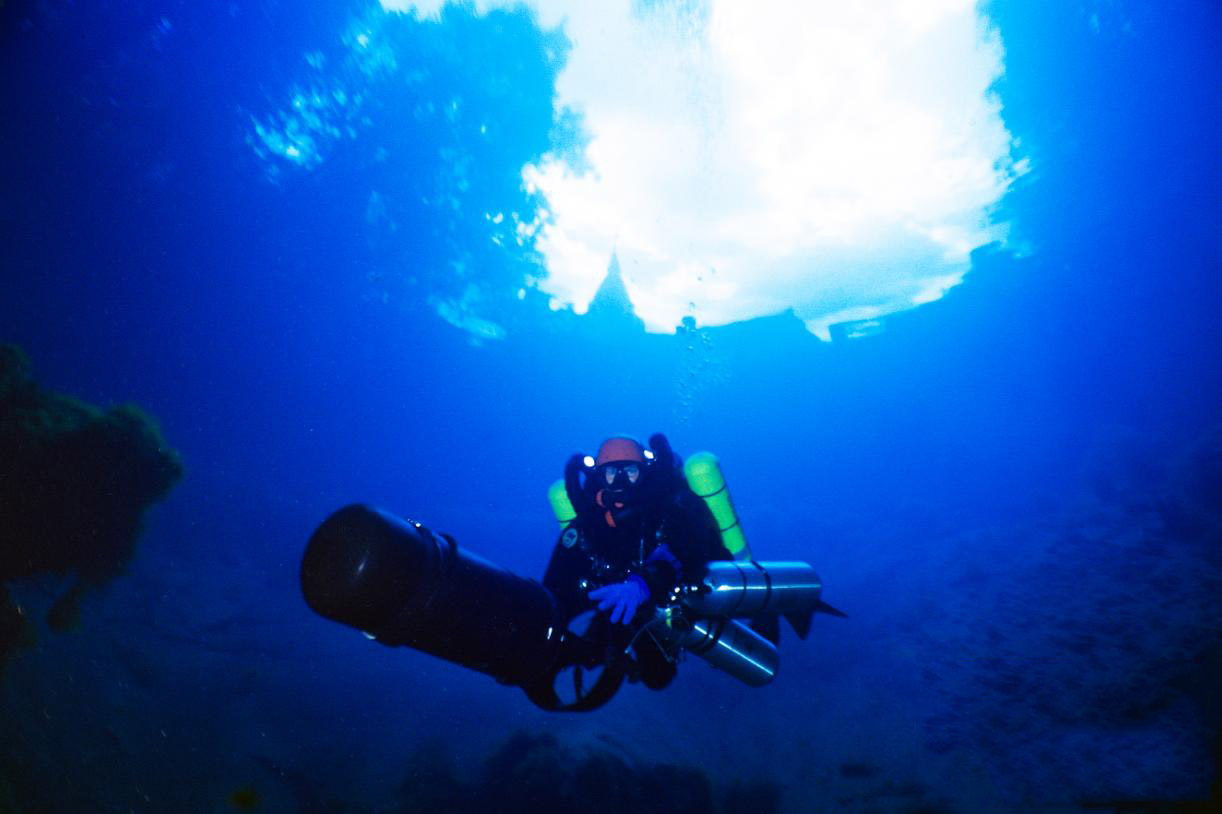
Plongée dans le Blautopf, résurgence vauclusienne du Jura souabe, Allemagne.